# Bak-palota
A kolozsvári Bak-palota 1896-97-ben épült a Szamos-híd északnyugati hidelvi sarkán, az egykori Nagy (ma Horea) utca  1. szám alatt. Özvegy Oriold Józsefné, született Szigeti Anna kezdte építtetni 1896-ban, majd miután B. Bak Lajos felesége lett, az 1897-ben elkészült bérházat  Bak-palotaként emlegették, habár mindig a felesége nevén volt. Bak Lajos 1907-es halála után özvegye férjhez ment I. Irsay Józsefhez. Ezért a bérházat hívták még Oriold-, illetve Irsay-palotának is. Teljesen helytelen a Berde-, illetve Benigni-palota elnevezés, ahogy az a romániai műemlékek jegyzékében a CJ-II-m-B-07346 sorszámon szerepel. A Benigni-palota a szembeni, a Nagy utca 2. szám alatti bérház, amely 1891-ben épült, a  Szamos-híd körüli négy palota közül elsőként.